# Джебель-Уст
Джебель-Уст — місто в Тунісі. Входить до складу вілаєту Загуан. Станом на 2014 рік тут проживало 5 325 осіб.